# Леополдова капија (Београд)
Леополдова капија, позната још и као Унутрашња источна и Горња источна капија једна је од капија на Београдској тврђави и налази се у најстаријем делу београдских бастионих фортификација, а њена изградња започела је непосредно након аустријског освајања Београда 1688. године.
Име је добила по Леополду I, цару Светог римског царства, краљу Угарске и Чешке.

## Опште информације
На простору Београдске тврђаве налази се велики број капија у тада тешко приступачном утврђењу. Леополдова капија и данас је главна комуникација са простора Малог Калемегдана до простора Горњег града тврђаве. Стационирана је испред комплекса Зиндан капије, када се са Малог Калемегдана из правца Београдског зоолошког врта иде до Горњег града Београдске тврђаве.
Смештена је у бастиону из 17. века и представља главну засвођену капију у Горњем граду на овом прилазу. Поред ње, овом простору се може приступити кроз Сахат капију, Дефтердарову капију и Краљ капију. Подигнута је између 1688. и 1690. године и носи име по Леополду I, цару Светог римског царства за чије време је подигнута. На капији постоји урезан монограм „Л. П.” (Leopoldus Primus) изнад улаза, који означава њен назив.
За време друге аустријске окупације Београда, Леополдова капија добиала је декоративну барокну фасаду. У доњем делу фасаде налази се камени венац са грбом Аустријске империје и година 1694. као успомена на неуспелу турску опсаду. Изнад грба налази се натпис VIRIBUS UNITIS односно гесло Хабзбуршке династије што у преводу на српски језик значи : „Удруженим снагама”.
Са обе стране Леополдове капије налазе се стубови од камена без украса, док барокно прочеље има два геометријска орнамента. Испод капије постојао је шанац са висећим мостовима са дрвеном оградом. Многи елементи на капији су уклоњени или не функционишу, као што су делови за њено отварање, рампа, коване банкине, жлебови, барикаде и две стражаре у зиду. Некада су се на капији налазила гломазна двокрилна врата која су уклоњена. Капија је ширине и висине око 7 м, док јој је дубина око 10 м.
Након што је Београдска тврђава изгубила статус пограничног утврђња и војно-одбрамбену функцију почетком 19. века, ова капија добија нови карактер и функцију и постаје део централног градског парка и културно-историјског комплекса који се у њему налази.